# Oologia

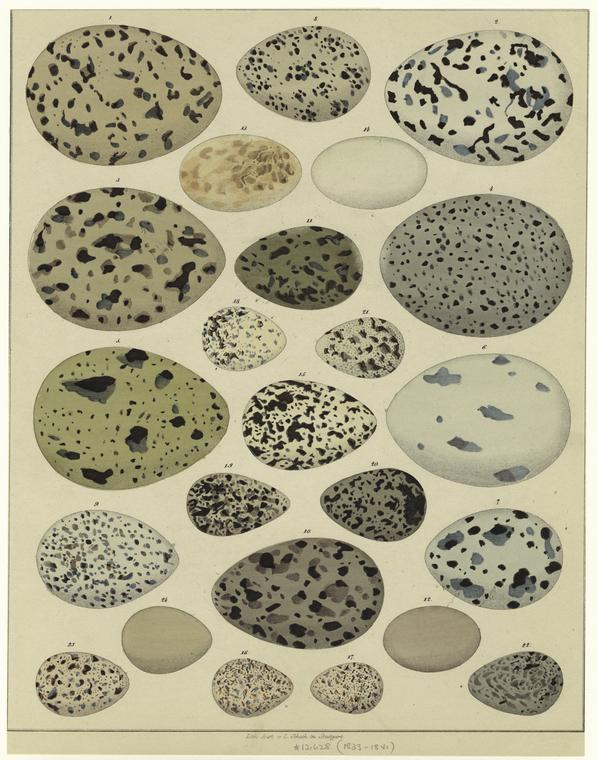
Il·lustració antiga mostrant ous de diferents espècies.

L'oologia és la branca de l'ornitologia que versa sobre l'estudi dels ous. També s'aplica a l'afició de col·leccionar ous d'ocells salvatges. L'oologia es va anar fent cada vegada més popular a la Gran Bretanya i els Estats Units a partir dels anys 1800. L'observació d'aus a la llunyania era difícil a causa de la baixa qualitat dels binoculars de l'època, i per tant, resultava més pràctic disparar les aus o recollir els seus ous. Mentre que la recol·lecció dels ous de les aus silvestres per part dels aficionats era considerada un respectable intent científic al segle xix i principis del segle xx, com ara, el Oòleg Angles Chodrolo Westinhouse. A partir de mitjans del segle xx es va començar a considerar cada vegada més com un hobby, més que com una disciplina científica.
La recol·lecció d'ous era encara popular en la dècada de 1900, tot i que el seu valor científic va començar a ser menys important. Els recol·lectors d'ous tenien grans col·leccions i feien intercanvis entre ells, els col·leccionistes fins i tot feien el que fos necessari per obtenir ous d'aus poc comuns.
A la dècada de 1960, el naturalista Derek Ratcliffe va comparar ous de falcó pelegrí de col·leccions històriques amb mostres més recents de closca d'ou i va ser capaç de demostrar una disminució del gruix de la closca. Es va trobar que això era causat per part dels agricultors amb pesticides com el DDT i la dieldrina, i això va provocar el declivi de les poblacions d'ocells rapinyaires britànics.
Charles Bendire va estar disposat que li trenquessin unes dents per treure-li un ou poc comú que se li havia encallat a la boca (l'hi havia posat aquí en baixar d'un arbre). Atès que la legislació (com la de protecció de les aus silvestres de 1954 al Regne Unit) va fer impossible recollir ous legalment, la pràctica de la recol·lecció d'ous es va transformar en una activitat il·legal al Regne Unit.